# برايان ميلر
برايان ميلر (بالإنجليزية: Brian Miller)‏ (19 يناير 1937 المملكة المتحدة - 7 أبريل 2007 المملكة المتحدة) هو لاعب كرة قدم بريطاني سابق كان يلعب كمدافع.

## مسيرته الكروية
لعب برايان ميلر خلال مسيرته الاحترافية مع نادِ واحدٍ في اثنا عشر موسمًا وسجل خلالها 28 هدفًا ضمن 379 مباراة. ولم يفز بأي موسم بالكأس وفاز في موسم واحد بالدوري.
خاض برايان ميلر مسيرته مع نادي بيرنلي في موسم 1955–56 ليلعب معه اثنا عشر موسمًا، مشاركًا في 379 مباراة سجل خلالها 28 هدفًا.

## روابط خارجية
- برايان ميلر على موقع قاعدة بيانات كرة القدم.إي يو (الإنجليزية)
- برايان ميلر على موقع ناشيونال فوتبول تيمز (الإنجليزية)
- برايان ميلر على موقع Soccerbase.com (لاعب) (الإنجليزية)